# Britt Ruysschaert
Britt Ruysschaert, née le 27 mai 1994 à Vosselaar, est une joueuse de volley-ball internationale belge évoluant au poste de libero.

## Biographie
En plus du volley-ball, elle pratique le beach-volley avec sa sœur Elien, ou avec Stephanie Van Bree.

## Palmarès

### Équipe nationale
- Championnat d'Europe féminin de volley-ball
  - 2013 :  médaillée de bronze
- Ligue européenne de volley-ball féminin
  - 2013 :  médaillée d'argent
- Jeux européens
  - 2015 : 5e place